# Kryptopterus geminus
Kryptopterus geminus är en fiskart som beskrevs av Ng 2003. Kryptopterus geminus ingår i släktet Kryptopterus och familjen malfiskar. IUCN kategoriserar arten globalt som livskraftig. Inga underarter finns listade i Catalogue of Life.